# Силвертон (Орегон)
Силвертон (енгл. Silverton) град је у америчкој савезној држави Орегон.

## Демографија
По попису из 2010. године број становника је 9.222, што је 1.808 (24,4%) становника више него 2000. године.
| Група             | 2000.         | 2010.         |
| Белци             | 6.330 (85,4%) | 7.756 (84,1%) |
| Афроамериканци    | 16 (0,2%)     | 32 (0,3%)     |
| Азијати           | 32 (0,4%)     | 95 (1,0%)     |
| Хиспаноамериканци | 857 (11,6%)   | 1.131 (12,3%) |
| Укупно            | 7.414         | 9.222         |